# Ruelle de l'Agneau
La ruelle de l'Agneau (en alsacien : Lammgässel) est une petite voie de Strasbourg rattachée administrativement au quartier Gare - Kléber. Elle part de la rue de la Douane, à la hauteur de la maison Lauth, en direction du nord-ouest, puis tourne à angle droit vers l'est pour déboucher au no 7 de la rue de l'Écurie. Close par des portes à chaque extrémité, elle est fermée à la circulation.

## Histoire et toponymie

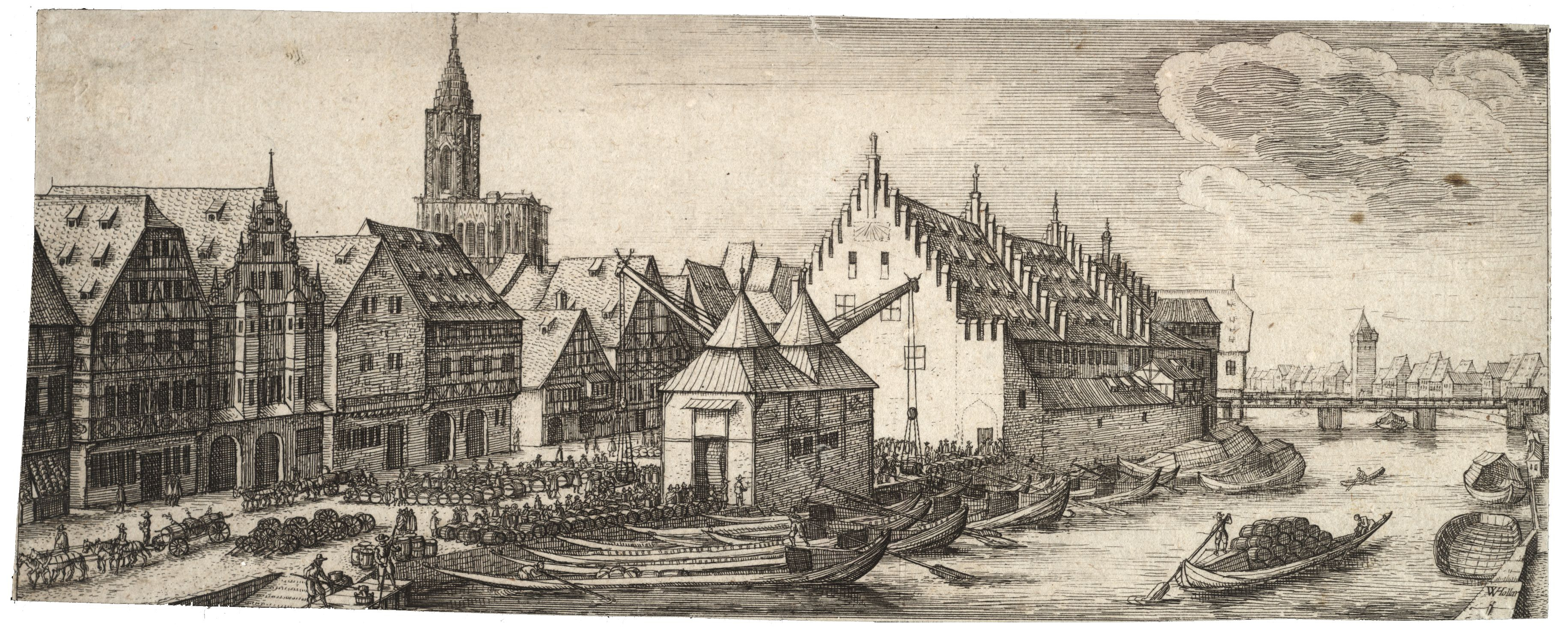
Activité intense autour de l'Ancienne douane au XVIIe siècle (Wenceslas Hollar).

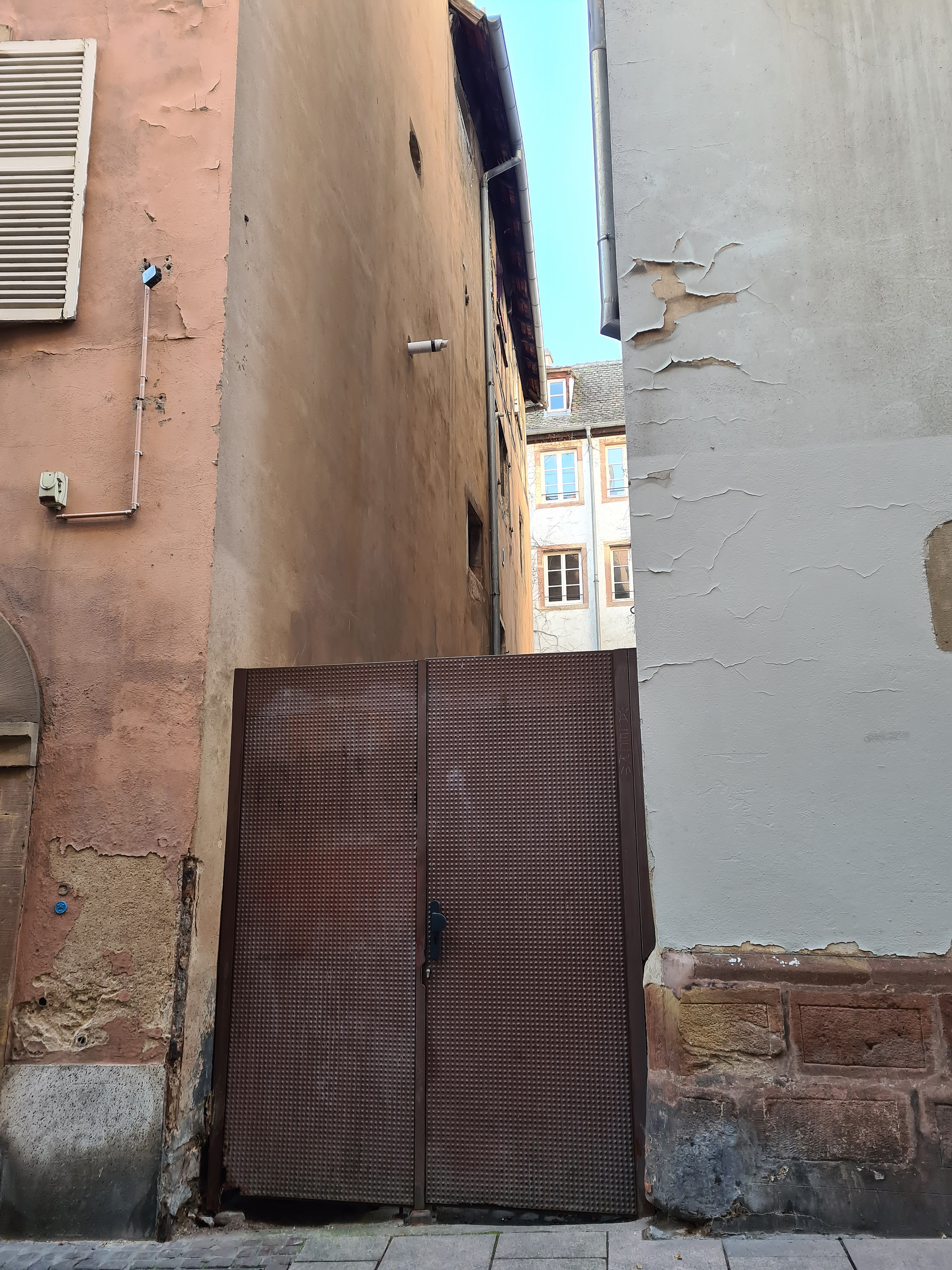
Clôture de la ruelle, rue de l'Écurie.

La petite rue se trouve dans le quartier de l'Ancienne douane, qui fut, au Moyen Âge, la porte d'entrée des marchandises à Strasbourg. Au début du XIXe siècle, avec la migration du contrôle des produits, avec le port, vers le Rhin, puis l'arrivée du train, sans parler des destructions liées à la Seconde Guerre mondiale, la vie économique locale, autrefois florissante, et l'urbanisme subissent des transformations majeures.
Dès 1890, Adolphe Seyboth décrit la ruelle comme une propriété privée (« geschlossen als Privatbesitz »), ainsi qu'il le fait pour la ruelle du Fumier (Mistgässchen) qui lui est parallèle et qui débouche comme elle dans la rue de la Douane. Closes par des portes ou des grilles, elles sont fermées à la circulation de longue date.
La voie a successivement porté les dénominations suivantes, en allemand ou en français : Letzegesselin (1427), Gesselin neben dem guldinen Schoff (1463), Kleingesselin (1534), Schaafsgesselin (1587), Schoofgässel (1740), rue de la Brebis (XVIIIe siècle), ruelle de l'Agneau (1792, 1856, 1918), Lämmergässchen (1886, 1940), puis, à nouveau, ruelle de l'Agneau à partir de 1945.
L'appellation apparue en 1463 (Gesselin neben dem guldinen Schoff) désigne une « ruelle à côté de l'auberge “ À l'Agneau d'Or ”». Cet établissement, cité dès 1311, se trouvait sur l'emplacement de la maison Lauth. Avec quelques variantes, la référence à l'agneau a persisté.